# Gárdonyi Géza műveinek listája
Gárdonyi Géza műveinek listája az író munkáinak első kiadásait, valamint az átdolgozott, jegyzetekkel ellátott későbbi kiadásokat tartalmazza a cím mellett a főbb megjelenési adatok szerepeltetésével, az Országos Széchényi Könyvtár kézi és online katalógusa alapján. A műfaji bontásban felsorolt eredeti művek mellett a listában helyet kaptak műfordításai és műveinek idegen nyelvű kiadásai is.

## Gárdonyi Géza eredeti művei

### Gyűjteményes művei
- Gárdonyi Géza munkái I–XX. Budapest: k. n. 1913.
- Gárdonyi Géza munkái I–LX. Budapest: Dante. 1924–1938.
- Gárdonyi Géza összegyűjtött munkái I–XI. Budapest: Szépirodalmi. 1962–1966.

### Regényei
- Álmodozó szerelem.  A Győri Közlöny c. lapban, folytatásokban, 1886-ban.[1]
- Cyprián. Győr: Gaar. 1888. e-könyv
- A báró lelke. Budapest: Könyves Kálmán Rt. 1893. e-könyv
- A világjáró angol: Kalandos regény. Budapest: Rozsnyai. 1894. e-könyv
- A lámpás. Budapest: Rozsnyai. 1895. e-könyv
- A kékszemű Dávidkáné. Budapest: Singer és Wolfner. 1899. e-könyv
- Az egri csillagok: Bornemissza Gergely élete I–II. Budapest: Légrády. 1901. e-könyv
- A láthatatlan ember. Budapest: Singer és Wolfner. 1902. e-könyv
- Az a hatalmas harmadik. Budapest: Singer és Wolfner. 1903. e-könyv
- Az öreg tekintetes. Budapest: Singer és Wolfner. 1905. e-könyv
- Dávidkáné: Regény. 2. kiad. Budapest: Singer és Wolfner. 1907. = Egyetemes Regénytár.
- Ábel és Eszter. Budapest: Singer és Wolfner. 1907. e-könyv
- Átkozott józanság! Budapest: Singer és Wolfner. 1907. e-könyv
- Isten rabjai. Budapest: Singer és Wolfner. 1908. e-könyv
- Szunyoghy miatyánkja. Budapest: Singer és Wolfner. 1916. e-könyv
- Ki-ki a párjával. Budapest: Légrády. 1923. e-könyv
- Ida regénye. Budapest: Légrády. 1924. e-könyv
- A kürt. Budapest: Dante. 1924. e-könyv
- Aggyisten, Biri! Budapest: Dante. 1925. e-könyv
- Leánynézőben. Budapest: Dick. 1925.
- Vallomás. Budapest: Dante. 1926. e-könyv
- Zivatar pékéknél. Budapest: Dante. 1926. e-könyv
- A kapitány. Budapest: Dante. 1926. e-könyv
- Te, Berkenye! Budapest: Dante. 1928. e-könyv
- Bibi. Budapest: Dante. 1929. e-könyv
- Julcsa kútja – Leánynézőben: Két regényke. Budapest: Dante. 1929. e-könyv
- Isten rabjai. Ifjúság számára átdolgozott kiadás. Budapest: Dante. 1934.
- Az arany srapnel. Budapest: Dante. 1943.
- Angyalokkal atyafiságban. Regény. Cleveland: Katolikus Magyarok Vasárnapja. [195?] = Magyar Könyvtár.
- Dávidkáné: Kisregények 1894–1904. Sajtó alá rend., utószó Z. Szalai Sándor és Tóth Gyula, ill. Csernus Tibor. Budapest: Szépirodalmi. 1962.
- Aggyisten, Biri!: Kisregények 1914–1922. Sajtó alá rend., utószó Z. Szalai Sándor és Tóth Gyula, ill. Csernus Tibor. Budapest: Szépirodalmi. 1963.
- Ida regénye: A háború előtt való időből: Regény. Sajtó alá rend., utószó K. Szalai Sándor és Tóth Gyula, ill. Csernus Tibor. Budapest: Szépirodalmi. 1964.
- Isten rabjai: Regény. Sajtó alá rend., utószó Z. Szalai Sándor és Tóth Gyula, ill. Csernus Tibor. Budapest: Szépirodalmi. 1964.
- A láthatatlan ember: Regény. Sajtó alá rend. Z. Szalai Sándor és Tóth Gyula, utószó Z. Szalai Sándor, ill. Würtz Ádám. Budapest: Szépirodalmi. 1966.
- Az egri csillagok: Bornemissza Gergely élete. Szerk., jegyz., utószó Z. Szalai Sándor és Tóth Gyula. Budapest: Szépirodalmi. 1967.
- Az öreg tekintetes és más kisregények. Szöveggond., utószó H. Bagó Ilona. Budapest: Unikornis. 1999. = A Magyar Próza Klasszikusai.
- A világjáró amerikai / A világjáró angol: Kalandos regény 20 tréfás képpel. Budapest: Eri. 2004.
- Az egri csillagok: A házi olvasmány legfontosabb részletei, csomópontjai és szerkezeti ívei. Összeáll. Biró Mária. Budapest: Nemzeti Tankönyvkiadó. 2005. = Kötelező Olvasmányok Sorozat.
- Ki-ki a párjával. Budapest: Fapadoskonyv.hu. 2009.
- Átkozott józanság: Összegyűjtött kisregények. Budapest: Fapadoskonyv.hu. 2010.
- A lámpás. Összegyűjtött kisregények. Budapest: Fapadoskonyv.hu. 2010.
- Leánynézőben. Összegyűjtött kisregények. Budapest: Fapadoskonyv.hu. 2010.
- Ábel és Eszter. Budapest: Kossuth. 2012. = Metropol Könyvtár.
- Isten rabjai. Budapest: Kossuth. 2012. = Metropol Könyvtár.
- Ida regénye: A háború előtt való időből. Budapest: Kossuth. 2012. = Metropol Könyvtár.
- A láthatatlan ember. Átdolg. Grand Edit [tartalmi tömörítvény]. Balatonszentgyörgy: [magánkiadás]. 2012. = Könnyen Magyarul.
- Szunyoghy miatyánkja. Budapest: Kossuth. 2013 = Metropol Könyvtár.
- Az a hatalmas harmadik. Budapest: Fekete Sas. 2014. = Öregbetűs Könyvek.
- A lámpás. Budapest: Fekete Sas. 2016.
- Ida regénye: A háború előtt való időkből. Budapest: Fekete Sas. 2017.

### Elbeszélései, novellái, anekdotái, karcolatai
- Szerelmes történetek. Budapest: Aigner. 1886.
- Száz novella I–II. Győr: szerző. 1886.
- A szépség titkai. Budapest. 1886. (Yang A. dr. álnéven)
- Figurák: Furcsa emberekről furcsa históriák. Budapest: Singer és Wolfner. 1890. (Mikszáth Kálmán előszavával)
- Parlamentünk jeles figurái. Budapest: Rozsnyai. 1894. (Nemeskéry Sándor álnéven)
- Novellák I–II. Budapest: Magyar ny. 1894.
- Tárczák. Budapest: Magyar ny. 1894.
- A házassági ajánlat: Monológ. Budapest: Rozsnyai. 1894.
- A nyugat-európai ember. Monológ, Budapest: Rozsnyai. 1895. = Rozsnyai Károly Monológ-könyvtára.
- A Pöhölyék életéből. Budapest: Singer és Wolfner. 1895.
- Tarka-barka történetek. Budapest: Singer és Wolfner. 1895.
- Göre Gábor álnéven írt sorozata:
  - Göre Gábor bíró úr könyve: Mindönféle levelei, kalandozásai az Katufrék sógorral, Durbints sógorral és az Maros kutyával. Versök is vagynak az könyvbe. Budapest: Magyar ny. 1895.
  - Göre Gábor bíró úr könyve: Mindönféle levelei, kalandozásai és tapasztalattyai az Katufrék sógórral, Durbints sógorral mög az Maros kutyával. Versök is vagynak az könyvbe. Új darabokkal mögszaporított kieresztés. Budapest: Singer és Wolfner. 1896.
  - Göre Martsa lakodalma: Más esetök is vagynak az könyvbe. Budapest: Singer és Wolfner. 1897.
  - Göre Gábor juhásznótája. Budapest. 1898.
  - Durbints sógor. Budapest: Singer és Wolfner. 1899.
  - A pesti úr. Budapest: Singer és Wolfner. 1899.
  - A Kátsa, más szóval Ebbe a könyvbe van mögirva a Katsa tzigány élete világra gyövetelétül kezdve mind a zakasztófáig, a mire rá is szógált vóna. Budapest: Singer és Wolfner. 1899.
  - Veszödelmek, más szóval nem matska ugrás ide Amerika se. Budapest: Singer és Wolfner. 1899.
  - Pöhölyék és másefféle falusi történetek. Budapest: Singer és Wolfner. 1901.
  - Bojgás az világba mög más mindönféle. Budapest: Singer és Wolfner. 1901.
  - Tapasztalatok, vagyis más szóval az nagy kiállításon szörzött tapasztalatok. Budapest: Singer és Wolfner. 1901.
  - No még öggyet… Budapest: Dick. 1925.
  - Vakarts, vagyis a zutósó könyvem. Budapest: Dick. 1925.
- Pósa Lajos – Gárdonyi Géza: Árpád népe. Képek Magyarország ezer esztendős múltjából. Budapest: Singer és Wolfner. 1896. = Filléres Könyvtár.
- Két menyasszony és más elbeszélések. Budapest: Singer és Wolfner. 1897.
- Az én falum: Egy tanító följegyzései I–II. Budapest: Légrády. 1898–1900.
- Tizenkét novella. Budapest: Singer és Wolfner. 1901.
- Krisztus temetése: Magyarázó szöveg Feszty Árpád hármas képéhez. Budapest: Révai. 1902.
- A pesti úr: Evvel kezdődik oszt ebbe van a zöreg Tátrán szörzött tapasztalat is mög a pötsétfaragásrul szörzött tapasztalat is, más szóval ebbe a könyvbe is van mindönféle mint a többibe. Budapest: Singer és Wolfner. 1902.
- Emlékezetes napok a magyar történelemből. Budapest: Singer és Wolfner. 1903.
- Vén Hegedős: Kátsa czigány adomái. Budapest: Méhner. 1907. = Jó Könyvek.
- A zöld erszény és más elbeszélések. Budapest: Singer és Wolfner. 1903.
- Tihanyi Pista baklövései. Budapest: Singer és Wolfner. 1904.
- Bolond Istók és más efféle bolond történetek. Budapest: Singer és Wolfner. 1904.
- Két katica-bogár. Budapest: Singer és Wolfner. 1906.
- Mi erősebb a halálnál? Budapest: Singer és Wolfner. 1909.
- Hosszúhajú veszedelem: Az agglegény-elbeszélések I–II. Budapest: Singer és Wolfner. 1912.
- Messze van odáig. Budapest: Singer és Wolfner. 1913.
- Levél a kaszárnyából. Budapest: Magyar Jövő. 1924.
- Kevi Pál halála és más történetek. Budapest: Magyar Jövő. 1924.
- Arany, tömjén, mirha: Legendák, evangéliumi álmok. Budapest: Németh. 1924.
- Amiket az útleíró elhallgat. Budapest: Dante. 1927.
- Boldog halál szekerén. Budapest: Dante. 1928.
- Hallatlan kiváncsiság. Budapest: Dante. 1929.
- Krisztus bankója. Budapest: Dante. 1929.
- Aranymorzsák. Budapest: Dante. 1935.
- Tihanyi Pista és más történetek. Budapest: Dante. 1939.
- A falábú ember és más elbeszélések. Arad: Kölcsey Egyesület. 1943.
- Krisztus bankója – Andorás körösztje: Elbeszélések. Szerk. Erdős Jenő. Budapest: Stádium. 1944.
- Tüzek meg árnyékok: Válogatott novellák. Szerk. Nagy Pál. Marosvásárhely: Állami Irodalmi és Művészeti. 1957.
- Kék pille: Válogatott elbeszélések 1888–1922. Szerk. Oláh László. Budapest: Szépirodalmi. 1958.
- Erdei történet: Elbeszélések. Szerk. Bokor Mária. Bukarest: Irodalmi. 1961.
- Szegény ember jó órája: Elbeszélések. Szerk. Z. Szalai Sándor, Tóth Gyula. Budapest: Szépirodalmi. 1964.
- Hosszúhajú veszedelem: Agglegény-elbeszélések. Sajtó alá rend., utószó Z. Szalai Sándor és Tóth Gyula, ill. Csernus Tibor és Lühntzdorf Károly. Budapest: Szépirodalmi. 1964.
- Szegény ember jó órája: Elbeszélések 1–2. Sajtó alá rend., utószó Z. Szalai Sándor és Tóth Gyula, ill. Reich Károly. Budapest: Szépirodalmi. 1964.
- Tükörképeim. Önéletírások, karcolatok, esszék. Sajtó alá rend., utószó Z. Szalai Sándor és Tóth Gyula, ill. Kass János. Budapest: Szépirodalmi. 1965.
- Göre Gábor kalandjai. Bécs: Novák. 1969.
- Néha az ember feledékeny: Rajzok és novellák. Szerk. Antal Árpád. Kolozsvár: Dacia. 1974.
- Az ezeréves ember: Elbeszélések, karcolatok, tárcák. Szerk. Szász László. Bukarest: Kriterion. 1980.
- Kinek a párja?: Gárdonyi Géza kötetben meg nem jelent írásai. Szerk. Urbán László. Érd: Gárdonyi Géza Általános Iskola. 1993.
- Szívlobbanás: Kisregények, novellák, publicisztikák. Szerk. Urbán V. László. Budapest: Aqua. 1995.
- Aggyisten, Biri és más novellák. Szöveggond., utószó H. Bagó Ilona. Budapest: Unikornis. 2000. = A Magyar Próza Klasszikusai.
- Szegedi figurák: 1889. Gyűjt., szöveggond., jegyz., utószó Péter László. Szeged: Bába. 2000. = Tisza Hangja.
- Tengeren járók csillaga: Elbeszélések. Budapest: Szent István Társulat. 2005.
- Krisztus bankója. Vál., szerk., utószó Reisinger János. Budapest: Bibliaiskolák Közössége. 2005. = A Sola Scriptura Teológiai Főiskola Kiadványai.
- Te Berkenye. Budapest: Fekete Sas. 2005. = Öregbetűs Könyvek.
- Bűntárgyalás: Elbeszélések. Szerk. Dávid Gyula. Kolozsvár: Komp-Press; Polis. 2006.
- Az utolsó boszorkány: Válogatott elbeszélések. Szerk. Veress István. Budapest: Arión. 2007.
- A mezítelen ember: Válogatott elbeszélések. Szerk. Veress István. Budapest: Arión. 2008.
- A szamaritánus álma: Elbeszélések. Budapest: Szent Maximilian. 2009.
- Evangéliumi álmok. Szerk. Kindelmann Győző. Budapest: Szent István Társulat. 2009.
- Aranymorzsák. Elbeszélések. Budapest: Fapadoskonyv.hu. 2009.
- Amiket az útleíró elhallgat. Elbeszélések. Budapest: Fapadoskonyv.hu. 2009.
- Arany, tömjén, mirha. Elbeszélések. Budapest: Fapadoskonyv.hu. 2009.
- Hosszúhajú veszedelem. Elbeszélések. Budapest: Fapadoskonyv.hu. 2009.
- Szüleim gyémántja voltam. Szerk. Pădurean Judit Gabriella. Déva: Corvin. 2010. = Corvin Elbeszélők.
- Boldog halál szekerén. Összegyűjtött elbeszélések. Budapest: Fapadoskonyv.hu. 2010.
- Összegyűjtött novellák. Budapest: Fapadoskonyv.hu. 2010.
- Az én falum. Budapest: Írásművek. 2010. = Három Bölények.
- Az én falum: Egy tanító feljegyezései. Sajtó alá rend., utószó Tarbay Ede. Budapest: Szent István Társulat. 2010.
- Dávidkáné. Budapest: Kossuth. 2012 = Metropol Könyvtár.
- A zöld szfinx. Budapest: Kossuth. 2012 = Metropol Könyvtár.
- Az ablak: Novellák. Vál. Keller Anikó, Keller Tamás, szerk. Eperjessy László. Budapest: Holnap. 2014.
- Arany, tömjén, mirha: Karácsonyi elbeszélések. Vál., szerk. Hunyadi Csaba Zsolt. Szeged: Lazi. 2016.
- Arany, tömjén, mirha: Legendák, evangéliumi álmok. Onga: Hermit. 2017.

### Önéletírásai, naplói, esszéi
- Örök-naptár. Magában foglalja a Krisztus születésétől a 3301-ik évig terjedő időt. Csinálta Gárdonyi Géza. Budapest: Magyar ny. 1894.
- Mai csodák: A természet mindenségéből. Budapest: Dante. 1925.
- Földre néző szem: Intelmek fiaimhoz. Budapest: Dante. 1929.
- Én magam: Gondolatok. Budapest: Dante. 1935.
- Magyarul így! Budapest: Dante. 1938.
- Gyermekkori emlékeim. Budapest: Szépirodalmi. 1951.
- Szüleim gyémántja: Önéletírások, elbeszélések. Szerk. Z. Szalai Sándor, Tóth Gyula. Budapest: Móra. 1969.
- Titkosnapló. A titkosírás megfejtői Gilicze Gábor és Gyürk Ottó, vál., bev., utószó Z. Zalai Sándor, közrem. Korompai János. Budapest: Szépirodalmi. 1974.
- Szüleim gyémántja voltam. Sajtó alá rend., utószó Sallay Gergely, ill. Lipták György. Budapest: Unikornis. 1996. = Nagy Magyar Mesemondók.
- Földre néző szem: Gárdonyi Géza füveskönyve. Szeged: Lazi. 2003.
- Égre néző lélek: Gárdonyi Géza füveskönyve. Szeged: Lazi. 2003.
- A lélek ébresztése: Bölcs gondolatok, szép és jó élethez segítő meglátások az esztendő minden napjára. Összeáll. Nagy Alexandra. Budapest: Szt. Gellért. 2009.
- Gyermekkori emlékeim. Önéletírások, karcolatok, esszék. Budapest: Fapadoskonyv.hu. 2009.
- Mécsek és csillagok. Önéletírások, karcolatok, esszék. Budapest: Fapadoskonyv.hu. 2009.
- A Pöhöly család. Budapest: Kossuth. 2012 = Metropol Könyvtár.
- Mai csodák / Az ezeréves ember. Budapest: Kossuth. 2013.
- Sánta angyal / Statárium a másvilágon. Budapest: Kossuth. 2013. = Metropol Könyvtár / Gárdonyi Géza Művei.
- Zarándoklás / Úti kalandok. Aforizmák. Budapest: Kossuth. 2013. = Metropol Könyvtár / Gárdonyi Géza Művei.
- A természet kalendáriuma: Titkosnapló. Sajtó alá rend. Gilicze Gábor és Kovács Attila Zoltán, szöveg megfejt., szerk. Gilicze Gábor, előszó Király Júlia. Budapest: Helikon. 2014.

### Meséi
- Mindentudó Gergely bácsi könyve. Budapest: Singer és Wolfner. 1898.
- Nagyapó tréfái I–III. Budapest: Singer és Wolfner. 1902.
- Nagyapó tréfái IV–V.: Unatkozó gyermekeknek mulatságul. Budapest: Singer és Wolfner. 1902. = Filléres Könyvtár.
- Nagyapó 100 tréfája. Budapest: Singer és Wolfner. 1902.
- Nevető könyv: Tizenkét vidám történet. Budapest: Singer és Wolfner. 1903.
- Mindentudó Gergely bácsi második könyve. Budapest: Singer és Wolfner. 1904.
- Nagyapó tréfái. 1. gyűjt. Unatkozó gyermekeknek mulatságul, tanulságul, hallásból, tudásból, maga-kitalálásából összeírta Gárdonyi Géza. 2. kiad. Budapest: Singer és Wolfner. 1913. = Filléres Könyvtár.
- Gárdonyi Géza gyermekmeséi I–III. Budapest: Dante. 1939.
- A hálátlan krokodilus és más mesék. Budapest: Dante. 1939.
- A rózsaszínű cica és más vidámságok. Budapest: Dante. 1940.
- Barátaink, az állatok. Budapest: Dante. 1942.
- Gyermekmesék. Összeáll. Monoszlóy M. Dezső, utószó Szücs Viola. Bratislava: Slovenské nakladateľstvo detskej knihy. 1956. = Iskolai Könyvtár.
- Móka meg a fia. Mesék, történetek. Vál. Pintér József. Bukarest: Ifjúsági. 1956. = Kispajtások Mesekönyve.
- Róka koma. Budapest: Ifjúsági. 1956.
- Cifra mese: Mesék és hasznos történetek. Szerk. Z. Szalai Sándor, Tóth Gyula. Budapest: Móra. 1967.
- Gólyák, méhek, kislibák. Szerk. R. Molnár Erzsébet. Bukarest: Creangă. 1980.
- Állatmesék. Budapest: Mágus. 1995.
- Gárdonyi olvasókönyv. Ill. Tényi Katalin. Kaposvár: Holló. 1998.
- Kék paradicsom, liliom. Ill. Kalmár István. Budapest: Móra. 1999. = Zsiráf Könyvek.
- A mindentudó kalap. Szeged: Excalibur. 2000.
- Gárdonyi Géza összes meséi. Szeged: Szukits. 2001.
- Nyifi meg Nyafi és egyéb állatmesék. Marosszentgyörgy: Hoppál. 2004.
- A ponty meg a pinty és más mesék. Debrecen: TKK. 2004.
- Ugri meg Bugri és más mesék. Összeáll. Zima Szabolcs. Debrecen: TKK. 2004.
- Állatmesék gyerekeknek: Gárdonyi Géza válogatott meséi. Nagykovácsi: Puedlo. 2004.
- Lúdháború és egyéb állatmesék. Marosszentgyörgy: Hoppál. 2004.
- Sündisznócska lovagol: Állatmesék Móra Ferenc és Gárdonyi Géza tollából. Nagykovácsi: Puedlo. 2005.
- Rózsafellegeken: Gárdonyi Géza, Gyulai Pál, Kaffka Margit, Kosztolányi Dezső művei gyerekeknek. Összeáll. R. Szabó Zsuzsa. Debrecen: TKK. 2007.
- Állatmesék: Olvasásra és felolvasásra. Debrecen: Cahs. 2009.
- A világ vándora: Meseválogatás Móra Ferenc, Benedek Elek, Gárdonyi Géza és más mesemondók műveiből. Vál., szöveg átdolg. Bíró Imre és Gálik Margit. Nyíregyháza: Nagykönyv. 2010.
- Nevetőkönyv. Budapest: Fapadoskonyv.hu. 2011.
- Olvasókönyv Gárdonyi Géza műveiből: 7-12 éves gyerekeknek. Vál., szerk. Lukács Zoltán. Kaposvár: Holló; Debrecen: Tóth Könyvkereskedés. 2011.
- Állatmesék: Olvasásra és felolvasásra. Debrecen: Cahs. 2012.
- Egérvadászat. Budapest: Holnap. 2012.
- A szegény ember káposztája. Vál., szerk. Hunyadi Csaba Zsolt. Szeged: Lazi. 2013.
- Mindentudó Gergely bácsi első könyve. Onga: Nemzeti Örökség. 2013.
- A mindentudó kalap. Déva: Corvin. 2016.

### Versei
- Április: Költemények. Budapest: Singer és Wolfner. 1894.
- Igazság a földön. Legenda. Szeged: Engel ny. 1896.
- Fűzfalevél, nyárfalevél…: Költemények. Budapest: Singer és Wolfner. 1904. Online
- December: Költemények. Budapest: Dante. 1929.
- Gárdonyi Géza versei. Szerk. Bóka László. Budapest: Magyar Helikon. 1958.
- Versek. Budapest: Rejtjel. 1994.
- Gyémántországban: Gárdonyi Géza legszebb versei és meséi. Szerk. Lukács Zoltán. Kaposvár: Holló. 2005. = Egyszer Volt, Hol Nem Volt.
- Útra-készülés: Istenes versek. Szerk. Kindelmann Győző. Budapest: Szent István Társulat. 2007.
- Versek. Budapest: Kossuth. 2013 = Metropol Könyvtár.

### Színpadi művei
- Zendülés a pokolban: Látványos bohóság. Győr: Sauervein ny. 1887.
- Divatgróf: Egy névtelen akadémia 100-ik gyűlése. Győr. 1888.
- Argyrus királyfi: Tündéries dalmű egy felvonásban. Szeged: Bába ny. 1891.
- Az erdő élete: Balletszerű álomkép. Budapest: Magyar ny. 1896.
- A bor: Falusi történet három felvonásban. Budapest: Singer és Wolfner. 1901.
- Karácsonyi álom: Betlehemes-játék 3 felvonásban. Budapest: Singer és Wolfner. 1902.
- Annuska: Vígjáték három felvonásban. Budapest: Singer és Wolfner. 1903.
- Fehér Anna: Betyár-történet 3 felvonásban. Budapest: Singer és Wolfner. 1906.
- Fekete nap: Történet a szabadságháborúból 3 felvonásban. Budapest: Singer és Wolfner. 1906.
- Falusi verebek: Köznapi történet három felvonásban. Budapest: Singer és Wolfner. 1909.
- Szentjánosbogárkák: Tíz kisebb színmű. Budapest: Légrády. 1924.
- Zéta: Színmű. Budapest: Dante. 1929. (A láthatatlan ember alapján)
- Az új lámpás / Művészbimbó. Budapest: Misztótfalusi. 1948. = Népi Műsortár.
- Versek – drámák. Sajtó alá rend., utószó Z. Szalai Sándor és Tóth Gyula. Budapest: Szépirodalmi. 1966.
- A tükörkép: Válogatás Gárdonyi Géza műveiből halálának ötvenedik évfordulójára. Szerk. Fazekas Zsuzsa. Budapest: Nemzeti Propaganda Iroda. 1972. = Színjátszók Kiskönyvtára.
- Szent jánosbogárkák. Kisebb színművek. Budapest: Fapadoskonyv.hu. 2009.
- Falusi verebek. Köznapi történet 3 felvonásban. Budapest: Fapadoskonyv.hu. 2009.
- Annuska. Vígjáték három felvonásban. Budapest: Fapadoskonyv.hu. 2009.
- Fekete nap. Színművek. Déva: Corvin. 2012.

## Gárdonyi Géza műfordításai
- Dante Alighieri: A pokol. Ford. Gárdonyi Géza. Budapest: Singer és Wolfner. 1896.

## Gárdonyi Géza műveinek fordításai
| Kiadás éve | Eredeti cím            | Fordítás nyelve   | Teljes címleírás |
| ---------- | ---------------------- | ----------------- | --- |
| 1912       | Az a hatalmas harmadik | francia           | Géza Gárdonyi: La troisième puissance: Roman. Trad. Ignace Kont. Paris: Champion. 1912; Budapest: Athenaeum. XVI, 144 p. = Bibliothéque hongroise.                                             |
| 1912       | A bor                  | finn              | Géza Gárdonyi: Viini: Kuvaus Unkarin kansan elämästä. Suomensi N. E. W. Helsinki: Kirja. 1912. 188 p. = Näytelmäkirjasto.                                                                      |
| 1916       | A láthatatlan ember    | finn              | Géza Gárdonyi: Näkymätön ihminen: Hunnilaisromaani Attilan ajoilta. Suomentanut Matti Kivekäs. Helsinki: Otava. 1916.                                                                          |
| 1923       | Két katica-bogár       | eszperantó        | Géza Gárdonyi: Du kokcineloj / La montro. Trad. Kolomano de Kalocsay. Budapest: Per Esperanto al’ la Tutmondo. [1923]. 32 p.                                                                   |
| 1926–1927  | Egri csillagok         | finn              | Géza Gárdonyi: Egerin tähdet I–II.: Gergely Bornemisszan elämö: romaani. Suomentanut Yrjö Liipola. Porvoo: Söderström. 1926–1927.                                                              |
| 1928       | A láthatatlan ember    | flamand           | Géza Gârdonyi: De onzichtbare mensch. Naar het hongaarsch door Dr A. Cardijn. Brugge: Excelsior. 1928. 308 p.                                                                                  |
| 1934       | Az a hatalmas harmadik | olasz             | Géza Gárdonyi: Quel misterioso terzo: Romanzo. Trad. Silvino Gigante. Milano: Genio. 1934. |
| 1940       | A láthatatlan ember    | spanyol           | Géza Gárdonyi: Atila, el hombre invisible. Trad. Jose Goldstein. Buenos Aires: Compañia Editora del Plata. [1940]. 317 p.                                                                      |
| 1941       | Isten rabjai           | olasz             | Géza Gárdonyi: Gli schiavi di Dio. Trad. Filippo Faber. Ristampa stereotipa. Torino: Unione Tip.-Ed. Torinese. 1941. 434, 2 p., 1 t. . = Collana di traduzioni – I grandi scrittori stranieri. |
| 1941       | A láthatatlan ember    | német             | Géza Gárdonyi: Wer bist du?: Ein Roman um Attila. Budapest: Danubia. 1941. 430 p. |
| 1942       | A láthatatlan ember    | bolgár (németből) | Геза Гардони: Кой си ти: Исторически роман за Атила. Превод Румянка Христова. София: Фар. 1942. 388 p. = Библиотека “златни зърна”.                                                            |
| 1944       | A láthatatlan ember    | flamand           | Géza Gárdonyi: De roode roos: Roman ten tijde van Attila. Vert. Margit Leiker-Kozelka, Sjoerd Leiker. Antwerpen: Het Kompas. 1944. 290 p.                                                      |
| 1946       | Az a hatalmas harmadik | török             | G. Gárdonyi: Üçüncü kudret. Çevril. N. Özerdim. Ankara: Ar Basimevi. 1946. 180 p., 1 t. = Dünya edebiyatindan tercümeler – Macar klésikleri.                                                   |
| 1946       | A láthatatlan ember    | török             | G. Gárdonyi: Anlaçilmiyan insan. Çevril. Tuğal. Ankara: Millî Eǧitim Basimevi. 1946. XII, 346 p., 1 t. = Dünya edebiyatindan tercümeler – Macar klésikleri.                                    |
| 1948       | A láthatatlan ember    | flamand           | Geza Gardonyi: Slaven van God: Religieushistorische roman. Uit het Hongaars vertaald door Eric Brem. Brussel: De Kinkhoren; Amsterdam: Desclée De Brouwer. 1948. 333 p.                        |
| 1954       | A lámpás               | német             | Géza Gárdonyi: Die Lampe. Übers. von Heinrich Weissling. Leipzig: Reclam. [1954]. 94 p. = Universal-Bibliothek.                                                                                |
| 1955       | Egri csillagok         | bolgár            | Гейза Гардони: Звездита на Егер. Превод Димо Боиклиев, Георги Крумов. София: Народна младеж. 1955. 612 p.                                                                                      |
| 1955       | Egri csillagok         | orosz             | Геза Гардони: Звёзды Егера: Роман. Перев. А. Краснова. Москва: Детской литературы. 1955. 560 p. (Hidas Antal előszavával)                                                                      |
| 1956       | Egri csillagok         | szlovák           | Géza Gárdonyi: Jágerské hviezdy. Preložil Jožo Nižnánsky, doslov nap. Andor Sas. Bratislava: Slovenské nakladateľstvo detskej knihy. 1956. 559 p.                                              |
| 1957       | Egri csillagok         | litván            | Geza Gardonis: Egero žvaigždės: Romanas. Vertė D. Pinigis, B. Puodžiukaitis. Vilnius: Grožinė literatūra. 1957. 743 p.                                                                         |
| 1958       | Egri csillagok         | észt              | Géza Gárdonyi: Egeri tähed. Tolkinud T. Kokla. Tallinn: Eesti Riiklik Kirjastus. 1958. |
| 1958       | Egri csillagok         | német             | Géza Gárdonyi: Sterne von Eger. Übers. von Mirza Schüching, deutsche Textbearb. von Georg Harmat. Berlin: Neues Leben. 1958.                                                                   |
| 1958       | Egri csillagok         | román             | Géza Gárdonyi: Stelele din Eger. Trad. de Emil Giurgiuca, brv. Szász János. Bucureşti: Ed. de Stat pentru Literatură şi Artă. 1958. 599 p., 1 t. = Clasicii literaturii universale.            |
| 1959       | Egri csillagok         | cseh              | Géza Gárdonyi: Egerské hvězdy. Přel. Míla Zadražilová. Praha: Mladá fronta. 1959. 480 p., 14 t. = Vpřed.                                                                                       |
| 1959       | A láthatatlan ember    | német             | Géza Gárdonyi: Ich war den Hunnen Untertan. Übertr. von Heinrich Weissling. Budapest: Corvina; Leipzig: Prisma. 1959. 379 p.                                                                   |
| 1960       | A láthatatlan ember    | német             | Géza Gárdonyi: Der unsichtbare Mensch. Übertr. von Heinrich Weissling. München: Herold. 1960. 379 p.                                                                                           |
| 1961       | Szunyoghy miatyánkja   | német             | Géza Gárdonyi: Mit der Nacht vertraut: Roman. Übertr. Hans Thurn. Hamburg: Agentur des Rauhen Hauses. 1961.                                                                                    |
| 1962       | Annuska                | szlovák           | Géza Gárdonyi: Anicka. Preloz. Anton Benő. Bratislava: Diliza. 1962. 87 p. |
| 1962       | Egri csillagok         | lengyel           | Géza Gárdonyi: Gwiazdy Egeru. Tł. Ella Maria Sperlingowa; wstęp. Andrzej Sieroszewski. Warszava: Czytelnik. 1962. 528 p.                                                                       |
| 1962       | Egri csillagok         | örmény            | Գեզա Գարդոնի [Geza Gardoni]: Էգերի աստղերը [Egeri asdgherö]. Tharkm. Fogolyán András Vilmos. Venedig; S. Lazar: [Mhʹitharean tp.]. 1962.                                                       |
| 1962       | A láthatatlan ember    | lengyel           | Géza Gárdonyi: Byłem niewolnikiem Hunów. Tł. Andrzej Sieroszewski. Warszawa: Nasza Ksiegarnia; Budapest: Corvina. 1962.                                                                        |
| 1962       | A láthatatlan ember    | spanyol           | Géza Gárdonyi: Atila el azote dios. Trad. Jose Goldstein. [S.l.]: [s.n.]. [1962]. |
| 1963       | Egri csillagok         | román             | Géza Gárdonyi: Stelele din Eger I–II.: Roman. Trad. Emil Giurgiuca; pref. Antal Árpád. Bucureşti: Ed. pentru Literatură. 1963. = Biblioteca pentru toți.                                       |
| 1963       | A láthatatlan ember    | cseh              | Géza Gárdonyi: Ve stínu hunské slávy: [Historický román]. Přel. Mila Zadrazilová. Praha: Mladá fronta. 1963. 301 p. = Vpřed.                                                                   |
| 1966       | Egri csillagok         | német             | Géza Gárdonyi: Tödlicher Halbmond. Übertr. Mirza Schüching. Leipzig: Prisma; Budapest: Corvina. 1966.                                                                                          |
| 1969       | Hosszúhajú veszedelem  | szlovák           | Géza Gárdonyi: Dlhovlasé nebezpecenstvo. Prelož. Marta Lesná. Bratislava: Epocha. 1969. 418 p. = Clenská kniznica.                                                                             |
| 1969       | A láthatatlan ember    | angol             | Géza Gárdonyi: Slave of the Huns. Transl. Andrew Feldmar; foreword Victor C. Ambrus. London: Dent. 1969.                                                                                       |
| 1972       | Egri csillagok         | vietnámi          | Ghêzo Garodonhi: Nhŭ’ng ngôi sao Eghe. Dich Lě Xuan Giang. Hâ-nôi: Văn hoc. 1972. 2 db. |
| 1972       | Isten rabjai           | eszperantó        | Géza Gárdonyi: Sklavoj de Dio: Romano. Trad. Johano Hamvai. Budapest: Hungaria Esperanto-Asocio. 1972.                                                                                         |
| 1973       | Egri csillagok         | szlovén           | Géza Gárdonyi: Zvezde nad Egrom. Prev. Jože Hradil. Ljubljana: Državna založba Slovenije. 1973.                                                                                                |
| 1973       | A láthatatlan ember    | szlovén           | Géza Gárdonyi: Atila, bič božji: Roman. Prev. Jožef Smej. Murska Sobota: Pomurska založba. 1973.                                                                                               |
| 1974       | A láthatatlan ember    | török             | Géza Gárdonyi: Tanrinin kirbaci Attila: [Roman]. Ceviren F. Zeki Döker. Istanbul: Güryay Matbaacilik. 1974. 375 p. = Demir yayinlari.                                                          |
| 1975       | Ida regénye            | román             | Géza Gárdonyi: Contract de căsătorie: [Roman]. Trad. Veronica Bârlădeanu. Bucureşti: Eminescu. 1975. 289 p. = Romanul de dragoste.                                                             |
| 1975       | Isten rabjai           | lengyel           | Géza Gárdonyi: Słudzy Boży. Tł. Camilla Mondral. Warszawa: Pax. 1975. |
| 1979       | Isten rabjai           | német             | Géza Gárdonyi: Wie der Mond sich spiegelt im See: Historischer Roman. Übertr. Heinrich Weissling. Leipzig: St. Benno. 1979.                                                                    |
| 1980       | Egri csillagok         | holland           | Géza Gárdonyi: De sterren van Eger: [Historische roman]. Vertaald door J. H. A. Kammer. Amsterdam: Loeb. 1980. 510 p. = Hongaars archief.                                                      |
| 1980       | A láthatatlan ember    | szerb             | Геза Гардоњи: Роб хуна. Превод. Петар Ћурчіја. Београд: Вождовац. 1980. 384 p. |
| 1982       | Ábel és Eszter         | cseh              | Géza Gárdonyi: Ábel a Ester: [Román]. Přel. Anna Rossová. Praha: Melantrich. 1982. |
| 1983       | Egri csillagok         | finn              | Géza Gárdonyi: Egerin tähdet: Gergely Bornemisszan elämä. Suomentanut Yrjö Liipola. Helsinki: Librum. 1983.                                                                                    |
| 1983       | Egri csillagok         | horvát            | Géza Gárdonyi: Egerske zvijezde. Prevod. Zlatko Glik. Zagreb: Alfa. 1983. 2 db. = Historijski roman.                                                                                           |
| 1984       | A láthatatlan ember    | cseh              | Géza Gárdonyi: Ve stínu hunské slávy. Přel. Mila Zadražilová. Praha: Albatros. 1984. |
| 1986       | Egri csillagok         | szlovén           | Géza Gárdonyi: Egerski junaki: Roman. Prev. Jože Hradil. 2. jav. kiad. Maribor: Pomurska založba. 1986. 2 db.                                                                                  |
| 1986       | Hosszúhajú veszedelem  | lett              | Gēza Gārdoņi: Garmatainās briesmas: Vecpuišu stāsti. Tulk. Elga Sakse. Riga: Liesma. 1986. |
| 1986       | A láthatatlan ember    | észt              | Géza Gárdonyi: Nähtamatu inimene / Jumala orjad. Tolk. Ants Murakin. Tallinn: Eesti Raamat. 1986. 573 p. = Ponevik.                                                                            |
| 1987       | Egri csillagok         | ukrán             | Геза Гардоні: Зірки Егера. Пер. Іван Мегела, Іван Петровцій. Київ: Молодь. 1987. 476 p., [8] t.                                                                                                |
| 1989       | Egri csillagok         | orosz             | Геза Гардони: Звёзды Егера. Перев. Агнесса Кун. Москва: Художественная литература. [1989]. 576 p.                                                                                              |
| 1991       | Egri csillagok         | angol             | Géza Gárdonyi: Eclipse of the crescent moon: A tale of the siege of Eger, 1552. Transl. and with an introd. by George F. Cushing. Budapest: Corvina. 1991.                                     |
| 1991       | A láthatatlan ember    | portugál          | Géza Gárdonyi: O homem que não se vê: A vida de Átila narrada por um escravo. Mairiporã: Veredas. 1991.                                                                                        |
| 1992       | Ida regénye            | román             | Géza Gárdonyi: Contract de căsătorie. Ed. îngr. şi pref. de Tudor Nedelcea; trad. Veronicăi Bârlădeanu. Craiova: Crisadi. 1992.                                                                |
| 1992       | A láthatatlan ember    | bolgár            | Геза Гардони: Кой си ти: Роман за варварите и техният вожд Атила. Превод Иван Иванов. София: Чужда проза. 1992. 286, [2] p. = Библиотека “черно на бяло”.                                      |
| 1993       | A láthatatlan ember    | román             | Géza Gárdonyi: Omul invizibil: roman pentru tineret. Trad. Molnar Alexandru. Bucureşti: Coresi. 1993. 236 p.                                                                                   |
| 1997       | Egri csillagok         | német             | Géza Gárdonyi: Sterne von Eger. Übers. von Mirza von Schüching. 14. vollst. und überarb. Aufl.. [Budapest]: Corvina. 1997.                                                                     |
| 1998       | A láthatatlan ember    | spanyol           | Géza Gárdonyi: El esclavo de Atila. Trad. Jacobo Rodríguez. Madrid: Valdemar. 1998. 302 p. = Histórica, 4.                                                                                     |
| 2001       | Isten rabjai           | német             | Géza Gárdonyi: Die Gefangenen Gottes. Aus dem Ungarischen von Terézia Jeszenkovits; deutsche Bearb. von Hannelore Schmör. [Budapest]: Corvina. 2001.                                           |
| 2008       | Ida regénye            | német             | Géza Gárdonyi: Idas Scheinehe: Roman. Deutsch von Clemens Prinz. Budapest; Wien: Kortina. 2008.                                                                                                |
| 2013       | Egri csillagok         | olasz             | Géza Gárdonyi: Stelle di Eger: La vita di Bornemissza Gergely. Trad. di Patricia Nagy. Udine; [Eger]: [Nagy P.]. 2013.                                                                         |
| 2013       | Egri csillagok         | török             | Géza Gárdonyi: Egri Yıldızları. Çeviren Erdal Şalikoglu. Istanbul: Pan Yayıncılık. 2013. |
| 2015       | Ida regénye            | eszperantó        | Géza Gárdonyi: Romano de Ida: Romano. Esp, Jozefo Horvath. Budapest: Hungaria Esperanto-Asocio. 2015.                                                                                          |